# Omar aga
Omar aga – dowódca tatarski, który będąc już stary i niedowidzący, w 1643 roku na czele 4 tysięcy ordyńców najechał dobra księcia Jeremiego Wiśniowieckiego na Zadnieprzu. Gdy wracał z jasyrem, nad Sułą został zaatakowany i pokonany przez wojska Wiśniowieckiego, wspomagane przez oddziały koronne i Kozaków rejestrowych.
We wspomnianej wyprawie z 1643 roku towarzyszyli mu jego dwaj synowie, z których starszy, Bajran Kazi, zmarł na skutek poważnych ran odniesionych nad Sułą.